# Henri Thérin
Henri Thérin (1861-1942) est un homme politique français, socialiste, élu pour la première fois en 1892 à Roubaix en tant qu'adjoint durant la mandature d'Henri Carette. Il prit la fonction de maire de Roubaix à la suite de Jean-Baptiste Lebas, arrêté par l'administration militaire de la ville alors occupée par les forces allemandes, le 7 mars 1915 pour la lui rendre le 21 octobre 1918.